# Parafia św. Apostołów Piotra i Pawła w Moniatyczach
Parafia Świętych Apostołow Piotra i Pawła w Moniatyczach – parafia rzymskokatolicka znajdująca się w dekanacie Hrubieszów-Północ, w diecezji zamojsko-lubaczowskiej. 
Do parafii należą wierni z następujących miejscowości: Annopol, Czortowice, Janki, Kułakowice Pierwsze, Mojsławice-Kolonia, Moniatycze, Moniatycze-Kolonia, Nowosiółki, Stefankowice, Stefankowice-Kolonia, Turkołówka, Ubrodowice, Wołajowice.

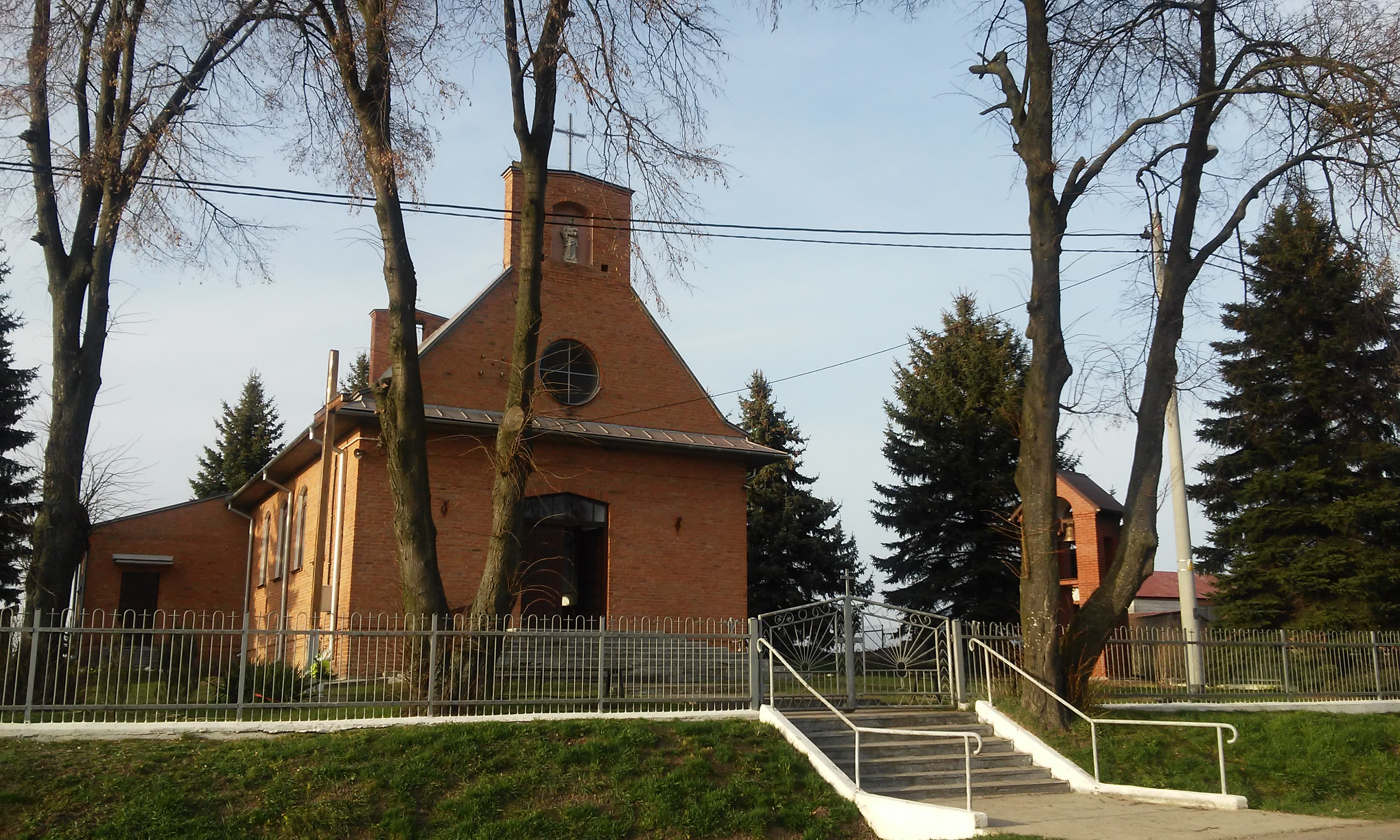
Filialna kaplica w Ubrodowicach